# Dawid Bajgelman
Dawid Bajgelman, také Beigelman nebo Bajgielman; pseudonymy Deer B., Bedew, Be-Dew, (6. dubna 1888 Ostrowiec Świętokrzyski – srpen nebo září 1944 Auschwitz) byl polský hudební skladatel a dirigent židovského původu. Byl jedním z nejvýznamnějších umělců židovského hudebního divadla v meziválečném období. Zavražděn v koncentračním táboře Auschwitz.

## Život a dílo
Pocházel z muzikantské rodiny. Měl sedm bratrů a sestru, všech devět sourozenců se stalo hudebníky. 15 let studoval na židovské škole ješiva. Hudební vzdělání získal u svého otce Szymona (Symy), který byl klarinetistou v divadle Scala v Lodži a v Lodžském symfonickém orchestru a dirigentem orchestrů doprovázejících filmová představení.
Rodina se přestěhovala do Sosnovce a v roce 1912 do Lodže. Od mládí David komponoval hudbu pro židovská divadla, která uváděla divadelní hry v jidiš. V roce 1912 byl ředitelem Židovského divadla Lodži.
V roce 1915 se stal violistou symfonického orchestru v Lodži. Pro divadlo Scala komponoval operety (mezi jinými Dos skojtn mejdl, Di mume gnendil, Szejna Di Berta). V roce 1920 ho režisér David Herman pověřil napsáním hudby pro inscenaci světové premiéry hry dramatika Szymona An-skiho Dybuk. Hra se stal nejúspěšnějším židovským divadelním představením v meziválečném Polsku a byla i zfilmována. Hrála se 300krát na scéně varšavského divadla Elizeum, pak na turné v mnoha zemích Evropy a ve Spojených státech.
Od roku 1922 řídil operetní divadlo v Krakově. V letech 1926-1927 byl kapelníkem židovského divadla miniatur Azazel působícího ve Varšavě. Byl jedním ze zakladatelů divadla Ararat v Lodži, kde působil jako hudební ředitel a autor hudby. V květnu 1938 byl dirigentem na kongresu Svazu židovských herců, který se konal ve Varšavě v divadlech News a Scale.
V době německé okupace byl uvězněn v ghettu v Lodži, kde vytvořil symfonický orchestr, s nímž vystupoval v místním Domě kultury. Orchestr měl okolo čtyřiceti hudebníků. Nastudovali díla židovských skladatelů a uvedli i Bajgelmanovu revui Liebe zukt a dire. V roce 1941 měli okolo 100 koncertů, ale v roce 1942 počet koncertů dramaticky klesl a na konci roku 1943 byl orchestr nucen ukončit činnost. V ghettu dále komponoval písně, které se staly velmi populární. V srpnu 1944 bylo ghetto likvidováno a Bajgelman byl v jednom z posledních transportů deportován do Osvětimi. Byl popraven někdy v měsíci srpnu nebo září roku 1944 v koncentračním táboře Auschwitz.